# Список главных тренеров сборной Боснии и Герцеговины по футболу

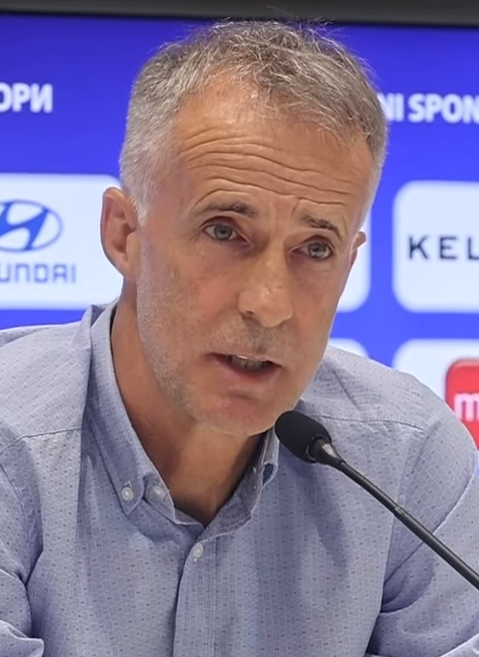
Мехо Кодро — нынешний главный тренер сборной Боснии и Герцеговины

Ниже представлен список главных тренеров национальной сборной Боснии и Герцеговины по футболу, их статистика и достижения в сборной.
Футбольный союз Боснии и Герцеговины был основан в 1992 году и с 1996 года является членом ФИФА. Первый официальный международный матч сборная Боснии и Герцеговины провела 30 ноября 1995 года против Албании. Первым тренером сборной Боснии и Герцеговины стал Фуад Музурович. За всю историю сборной у неё было 14 главных тренеров, среди которых было три иностранных специалиста. Также два раза сборной руководил исполняющий обязанности главного тренера.
Самым успешным тренером сборной является Сафет Сушич, выведший команду в финальную часть чемпионат мира 2014. Он также является рекордсменом по числу матчей — 49. За четыре года работы Сушича сборная одержала 23 победы и потерпела 17 поражений.
Действующим главным тренером сборной с 3 августа 2023 года является Мехо Кодро.

## Список тренеров
Условные обозначения:
- ЧМ — чемпионат мира
- ЧЕ — чемпионат Европы
- ЛН — Лига наций УЕФА

  - исполняющие обязанности главного тренера
| №     | Тренер             | Гражданство          | Фото | Первый матч     | Последний матч  | И  | В  | Н  | П  | % В   | Турниры                                         | Прим.  |
| ----- | ------------------ | -------------------- | ---- | --------------- | --------------- | -- | -- | -- | -- | ----- | ----------------------------------------------- | ------ |
| 1     | Фуад Музурович     | Босния и Герцеговина |      | 30 ноября 1995  | 5 ноября 1997   | 18 | 7  | 2  | 9  | 38,8  |                                                 | [ 2 ]  |
| 2     | Джемалудин Мушович | Босния и Герцеговина |      | 14 мая 1998     | 27 января 1999  | 7  | 1  | 2  | 4  | 14,2  |                                                 | [ 3 ]  |
| 3     | Фарук Хаджибегич   | Босния и Герцеговина |      | 10 марта 1999   | 9 июня 1999     | 3  | 1  | 2  | 0  | 14,2  |                                                 | [ 4 ]  |
| и. о. | Авдо Каладжич      | Босния и Герцеговина |      | 18 августа 1999 | 18 августа 1999 | 1  | 0  | 1  | 0  | 0     |                                                 | [ 5 ]  |
| 4     | Фарук Хаджибегич   | Босния и Герцеговина |      | 4 сентября 1999 | 9 октября 1999  | 4  | 1  | 0  | 3  | 25    |                                                 | [ 4 ]  |
| 5     | Мишо Смайлович     | Босния и Герцеговина |      | 24 января 2000  | 7 октября 2001  | 14 | 5  | 4  | 5  | 35,7  |                                                 | [ 6 ]  |
| 6     | Блаж Слишкович     | Босния и Герцеговина |      | 27 марта 2002   | 11 октября 2006 | 37 | 11 | 11 | 15 | 29,7  |                                                 | [ 7 ]  |
| 7     | Фуад Музурович     | Босния и Герцеговина |      | 24 марта 2007   | 21 ноября 2007  | 9  | 3  | 0  | 6  | 33,3  |                                                 | [ 2 ]  |
| 8     | Мехо Кодро         | Босния и Герцеговина |      | 30 января 2008  | 26 марта 2008   | 2  | 0  | 1  | 1  | 0     |                                                 | [ 8 ]  |
| и. о. | Дениял Пирич       | Босния и Герцеговина |      | 1 июня 2008     | 1 июня 2008     | 1  | 1  | 0  | 0  | 100   |                                                 | [ 9 ]  |
| 9     | Мирослав Блажевич  | Хорватия             |      | 20 августа 2008 | 18 ноября 2009  | 17 | 8  | 2  | 7  | 47    |                                                 | [ 10 ] |
| 10    | Сафет Сушич        | Босния и Герцеговина |      | 3 марта 2010    | 16 ноября 2014  | 49 | 23 | 9  | 17 | 46,9  | ЧМ-2014: групповой этап                         | [ 11 ] |
| 11    | Мехмед Баждаревич  | Босния и Герцеговина |      | 28 марта 2015   | 10 октября 2017 | 25 | 14 | 5  | 6  | 56    |                                                 | [ 12 ] |
| 12    | Роберт Просинечки  | Хорватия             |      | 28 января 2018  | 18 ноября 2019  | 22 | 9  | 6  | 7  | 40,90 | ЛН-2018/19: первое место в группе 3 (Лига B)    | [ 13 ] |
| 13    | Душан Баевич       | Босния и Герцеговина |      | 4 сентября 2020 | 18 ноября 2020  | 8  | 0  | 3  | 5  | 0     | ЛН-2020/21: четвёртое место в группе 1 (Лига A) | [ 14 ] |
| 14    | Ивайло Петев       | Болгария             |      | 24 марта 2021   |                 | 2  | 0  | 2  | 0  | 0     |                                                 | [ 15 ] |

## Статистика по турнирам
| М | количество сыгранных матчей | В | количество выигранных матчей | Н | количество ничьих | П | количество проигранных матчей |

| Тренер/и. о.                  | Всего матчей | Товарищеские матчи | Товарищеские матчи | Товарищеские матчи | Товарищеские матчи | Отбор на чемпионат Европы | Отбор на чемпионат Европы | Отбор на чемпионат Европы | Отбор на чемпионат Европы | Чемпионат Европы | Чемпионат Европы | Чемпионат Европы | Чемпионат Европы | Отбор на чемпионат мира | Отбор на чемпионат мира | Отбор на чемпионат мира | Отбор на чемпионат мира | Чемпионат мира | Чемпионат мира | Чемпионат мира | Чемпионат мира | Лига наций УЕФА | Лига наций УЕФА | Лига наций УЕФА | Лига наций УЕФА |
| Тренер/и. о.                  | Всего матчей | М                  | В                  | Н                  | П                  | М                         | В                         | Н                         | П                         | М                | В                | Н                | П                | М                       | В                       | Н                       | П                       | М              | В              | Н              | П              | М               | В               | Н               | П               |
| ----------------------------- | ------------ | ------------------ | ------------------ | ------------------ | ------------------ | ------------------------- | ------------------------- | ------------------------- | ------------------------- | ---------------- | ---------------- | ---------------- | ---------------- | ----------------------- | ----------------------- | ----------------------- | ----------------------- | -------------- | -------------- | -------------- | -------------- | --------------- | --------------- | --------------- | --------------- |
| Фуад Музурович (1-й период)   | 18           | 10                 | 4                  | 2                  | 4                  | —                         | —                         | —                         | —                         | —                | —                | —                | —                | 8                       | 3                       | 0                       | 5                       | —              | —              | —              | —              | —               | —               | —               | —               |
| Джемалудин Мушович            | 7            | 3                  | 0                  | 1                  | 2                  | 4                         | 1                         | 1                         | 2                         | —                | —                | —                | —                | —                       | —                       | —                       | —                       | —              | —              | —              | —              | —               | —               | —               | —               |
| Фарук Хаджибегич (1-й период) | 3            | 1                  | 0                  | 1                  | 0                  | 2                         | 1                         | 1                         | 0                         | —                | —                | —                | —                | —                       | —                       | —                       | —                       | —              | —              | —              | —              | —               | —               | —               | —               |
| Авдо Каладжич                 | 1            | 1                  | 0                  | 0                  | 0                  | —                         | —                         | —                         | —                         | —                | —                | —                | —                | —                       | —                       | —                       | —                       | —              | —              | —              | —              | —               | —               | —               | —               |
| Фарук Хаджибегич (2-й период) | 4            | —                  | —                  | —                  | —                  | 4                         | 1                         | 0                         | 3                         | —                | —                | —                | —                | —                       | —                       | —                       | —                       | —              | —              | —              | —              | —               | —               | —               | —               |
| Мишо Смайлович                | 14           | 6                  | 3                  | 2                  | 1                  | —                         | —                         | —                         | —                         | —                | —                | —                | —                | 8                       | 2                       | 2                       | 4                       | —              | —              | —              | —              | —               | —               | —               | —               |
| Блаж Слишкович                | 37           | 15                 | 2                  | 5                  | 8                  | 12                        | 5                         | 2                         | 5                         | —                | —                | —                | —                | 10                      | 4                       | 4                       | 2                       | —              | —              | —              | —              | —               | —               | —               | —               |
| Фуад Музурович (2-й период)   | 9            | 1                  | 0                  | 0                  | 1                  | 8                         | 3                         | 0                         | 5                         | —                | —                | —                | —                | —                       | —                       | —                       | —                       | —              | —              | —              | —              | —               | —               | —               | —               |
| Мехо Кодро                    | 2            | 2                  | 0                  | 1                  | 1                  | —                         | —                         | —                         | —                         | —                | —                | —                | —                | —                       | —                       | —                       | —                       | —              | —              | —              | —              | —               | —               | —               | —               |
| Дениял Пирич                  | 1            | 1                  | 1                  | 0                  | 0                  | —                         | —                         | —                         | —                         | —                | —                | —                | —                | —                       | —                       | —                       | —                       | —              | —              | —              | —              | —               | —               | —               | —               |
| Мирослав Блажевич             | 17           | 5                  | 2                  | 1                  | 2                  | 12                        | 6                         | 1                         | 5                         | —                | —                | —                | —                | —                       | —                       | —                       | —                       | —              | —              | —              | —              | —               | —               | —               | —               |
| Сафет Сушич                   | 49           | 20                 | 8                  | 3                  | 9                  | 16                        | 6                         | 5                         | 5                         | —                | —                | —                | —                | 10                      | 8                       | 1                       | 1                       | 3              | 1              | 0              | 2              | —               | —               | —               | —               |
| Мехмед Баждаревич             | 25           | 7                  | 4                  | 2                  | 1                  | 8                         | 5                         | 1                         | 2                         | —                | —                | —                | —                | 10                      | 5                       | 2                       | 3                       | —              | —              | —              | —              | —               | —               | —               | —               |
| Роберт Просинечки             | 22           | 8                  | 2                  | 4                  | 2                  | 10                        | 4                         | 1                         | 5                         | —                | —                | —                | —                | —                       | —                       | —                       | —                       | —              | —              | —              | —              | 4               | 3               | 1               | 0               |
| Душан Блаевич                 | 8            | 1                  | 0                  | 0                  | 1                  | 1                         | 0                         | 1                         | 0                         | —                | —                | —                | —                | —                       | —                       | —                       | —                       | —              | —              | —              | —              | 6               | 0               | 2               | 4               |
| Ивайло Петев                  | 2            | 1                  | 0                  | 1                  | 0                  | —                         | —                         | —                         | —                         | —                | —                | —                | —                | 1                       | 0                       | 1                       | 0                       | —              | —              | —              | —              | —               | —               | —               | —               |

## Рекорды
- Наибольшее количество матчей: 49 — Сафет Сушич
- Наибольшее количество побед: 23 — Сафет Сушич
- Наибольшее количество ничей: 11 — Блаж Слишкович
- Наибольшее количество поражений: 17 — Сафет Сушич